# Tour Philippe-le-Bel
La tour Philippe-le-Bel est une forteresse du XIVe siècle située à Villeneuve-lès-Avignon, dans le département français du Gard.

## Histoire
En 1185, les Avignonnais élèvent une première tour après la construction du pont Saint-Bénézet enjambant le Rhône. Cette première tour fut démolie par les Avignonnais eux-mêmes en 1226 lors du siège de leur ville par Louis VIII.
Le traité de pariage entre le roi de France Philippe le Bel et l'abbé de Saint-André ordonne en 1292 la construction d'une forteresse autour du bourg et de l'abbaye de Saint-André (le fort Saint-André) et d'une seconde près du vieux port à l'emplacement de la première tour.
L'architecte du roi, Randolphe de Mornel termine le premier étage de la tour en 1303. Une fortification nommée châtelet du pont fut également élevée au pied de la tour à l'extrémité du pont Saint-Bénézet, aujourd'hui démolie.
Vers 1360, au cours d'une réparation nécessitée par le besoin de tenir en respect les routiers, la tour est rehaussée d'un étage dans le style gothique.
La tour est classée aux monuments historiques par la liste de 1862.